# Varga Viktor (énekes)
Varga Viktor János (Szeged, 1987. szeptember 19. –) magyar énekes, a Csillag születik című tehetségkutató műsor versenyzője. Akkori kedvesével, Cinthya Dictatorral 2013-ban a TV2 Édes Élet című reality-jának szereplői lettek, amivel a nézők betekintést nyerhetnek mindennapi életükbe, és szerepelt a Sztárban sztár c. show-műsorban is, ahol nemzetközi előadók slágereit adta elő, és a negyedik helyen végzett.
Varga Viktor nevéhez néhány botrány is kapcsolódik, amelyeket elmarasztaló vélemények pusztán figyelemfelkeltésnek tartanak.

## Élete
1987. szeptember 19-én született, édesanyja egészségügyi dolgozó, édesapja pedig testneveléstanár és festőművész. Jelenleg Békéscsabán élnek. Zene iránti szeretete nagyon korán, már az óvodában is megmutatkozott. A középiskola elvégzése után a miskolci Bartók Béla Zenei Intézetben tanult, majd elégedetlensége miatt Budapesten, jazz-ének szakon folytatta tanulmányait. Egy díjátadón ismerkedett meg fotóművész barátnőjével, Gombos Cintiával (művésznevén Cinthya Dictator), akivel jegyben is jártak, de később szakítottak. Szabadidejében verseket ír, és festészettel is foglalkozik. 
Számos különös megnyilvánulásának egyik "csúcspontja" volt, mikor 2015 áprilisában a Louvre-ban szájon csókolta a Mona Lisát – vagyis az azt fedő biztonsági üveget. Az énekes az akcióját azzal magyarázta, hogy adrenalinfüggő, így mindig keresi az olyan helyzeteket, amelyek kibillentik a komfortzónájából.

## Zenei karrier
Varga Viktor 2009-ben jelentkezett az RTL Klub tehetségkutató műsorába, a Csillag Születikbe. Bár már az első középdöntőben kiesett, lemezszerződést kapott a Magneotontól.[forrás?]

### A műsorban elhangzott dalok
- Válogató -  Sunday Morning (Maroon 5)
- Top30 - I'm Yours (Jason Mraz)
- Top12 - Nánénáné (Back II Black) közös produkció
- Top12 - I Feel Lonely (Sasha)
- Döntő - Esik a hó közös produkció
- Döntő - They Don’t Care About Us duett Horváth Tamással (Michael Jackson)
- Döntő - We are the World közös produkció

2010. március 24-én jelent meg Viktor első videóklipje Lehet zöld az ég címmel. A klipet az Egyesült államokban készítették azon belül is Los Angelesben és Las Vegasban.[forrás?] A dalhoz forgattak egy angol nyelvű klipet is Waited All My Life címmel. Videóklipje a Szőkével álmodtam c. dalához, amely első nagylemezén is megtalálható, 2011 szeptemberében került fel a világhálóra. 
2013-ban kiadott egy új dalt, Újratervezés címmel, és a hozzá készült kisfilmet 2013. december 12-én mutatta be egy mozis premier keretein belül, amin az énekes rajongói is részt vehettek.

## Botrányai
Első nagy visszhangot kiváltó botránya 2014-ben volt, amikor a Hal a tortán c. főzőműsorban kamerák előtt megütötte Garami Gábort, a Class FM műsorvezetőjét, állítólag azért, mert Garami kikezdett Cynthiával és egy esetben szájon is csókolta.
Varga Viktor 2015-ben igen nagy felháborodást okozott Franciaországban is a Mona Lisa megcsókolásával.
2017-ben barátnőjével az Andrássy úton keltett zavart éjszaka. Cynthia személygépkocsijukkal vontatta Viktort, aki görkorcsolyán állt. Az énekes szándéka az akcióval ismeretlen volt, eljárás nem indult ellene.
Botrányai miatt gyakran éri Vargát az a vád, hogy egyedüli célja személyes sikert produkálni bármilyen áron, ehhez pedig olyan gátlástalanul szemérmetlen dolgokat tesz, mint a Louvre-ban okozott botránya, csakhogy hírnevet szerezzen magának, még ha kétesértékű is.

## Diszkográfia

### Albumok
| Év   | Album                                                | Legmagasabb helyezés | Minősítés |
| Év   | Album                                                | MAHASZ Top 40        | Minősítés |
| ---- | ---------------------------------------------------- | -------------------- | --------- |
| 2010 | Lehet zöld az ég..! - Megjelenés: 2010. november 12. | 23                   |           |

### Kislemezek/Videóklipek
- 2010 - Lehet zöld az ég/Waited All My Life
- 2010 - Tárd ki szíved feat Falusi Mariann
- 2010 - Úgy lennék
- 2010 - Mint egy gyémánt
- 2010 - Forró fejű
- 2010 - Dalban élek
- 2011 - Jól van ez
- 2011 - Szőkével álmodtam
- 2012 - Holnapra kiderül
- 2013 - Újratervezés
- 2013 - Még várj
- 2015 - Dől a lé feat L.L. Junior
- 2017 - Nagy utazás feat Lotfi Begi
- 2017 - Álomutazó feat Radics Gigi
- 2018 - Üljünk a stégen
- 2018 - Találd meg magad feat Sterbinszky
- 2019 - Noé
- 2019 - Csalj meg feat Balla Eszter
- 2019 - Koccintós feat DR. BRS&Heincz Gábor
- 2019 - Lefotózlak feat Kozma Orsi
- 2019 - Karácsonyka feat Zabos Regina
- 2020 - Around
- 2020 - Wonder
- 2020 - Média terror
- 2020 - Ulala a fizetése feat Sergio Santos
- 2021 - Vakcina feat SISK-ATOM
- 2021 - Az utcán feat Tóth Andi
- 2021 - Csókolom világ feat Different X Giovanni
- 2021 - Farkas szív feat Busa Pista feat. Ekanem, Szabó Dóri,Varga Feri

### Slágerlistás dalok
| Év                  | Dal                                  | Legmagasabb helyezés | Legmagasabb helyezés | Legmagasabb helyezés   | Legmagasabb helyezés | Legmagasabb helyezés | Legmagasabb helyezés         | Legmagasabb helyezés | Album               |
| Év                  | Dal                                  | VIVA Chart           | Class 40             | Mahasz Editors’ Choice | Mahasz Rádiós Top 40 | Mahasz Dance Top 40  | MAHASZ Single (track) Top 10 | EURO 200             | Album               |
| ------------------- | ------------------------------------ | -------------------- | -------------------- | ---------------------- | -------------------- | -------------------- | ---------------------------- | -------------------- | ------------------- |
| 2010                | Lehet zöld az ég                     | 1                    |                      | 14                     | 1                    |                      |                              |                      | Lehet zöld az ég..! |
| 2010                | Tárd ki szíved                       | 1                    |                      |                        |                      |                      |                              |                      |                     |
| 2011                | Jól van ez                           | 1                    |                      |                        |                      |                      |                              |                      | Lehet zöld az ég..! |
| 2011                | Forró fejű...                        |                      | 7                    | 8                      |                      |                      |                              |                      | Lehet zöld az ég..! |
| 2011                | Szőkével álmodtam                    | 1                    | 12                   |                        |                      |                      |                              |                      | Lehet zöld az ég..! |
| 2012                | Holnapra kiderül                     | 2                    |                      |                        |                      |                      |                              |                      | Lehet zöld az ég..! |
| 2012                | Visszhang (You and I) (feat. Anggun) |                      | 37                   |                        |                      |                      |                              |                      |                     |
|                     |                                      | Összesítés           |                      |                        |                      |                      |                              |                      |                     |
| 1. helyezett számok | 1. helyezett számok                  | 4                    |                      |                        | 1                    |                      |                              |                      |                     |
| Top 10-be bekerült  | Top 10-be bekerült                   | 5                    | 1                    | 1                      | 1                    |                      |                              |                      |                     |
| Top 40-be bekerült  | Top 40-be bekerült                   | 5                    | 2                    | 2                      | 1                    |                      |                              |                      |                     |

## Filmek
- Tékasztorik (2017)
- Tékasztorik 2. (2020)
- Mintaapák (2021)
- Pepe (2022)

## Díjak
- 2011 - Fonogram díj: Az év hazai klasszikus pop-rock albuma (jelölés)
- 2011 - Fonogram díj: Az év dala  (Lehet zöld az ég…) (jelölés)
- 2012 - Transilvanian Music Awards: Különdíj